# Зайцев, Андрей Сергеевич
Андре́й Серге́евич За́йцев (9 июня 1979, Стародуб, Брянская область — 10 сентября 1999 [по иным источникам — неверно 5 сентября], Дагестан, Россия) — рядовой , Герой Российской Федерации (1999, посмертно). Водитель 15-го отряда специального назначения внутренних войск «Вятич», в/ч 3673.

## Биография
Родился 9 июня 1979 года в городе Стародуб Брянской области. В 1997 году окончил профессионально-техническое училище по специальности «тракторист».
11 декабря 1997 года был призван на военную службу во внутренние войска, сначала служил в Мордовии, затем в Зеленокумске Ставропольского края; позднее перешёл на должность водителя в в/ч 3673, стал водителем 15-го отряда спецназа МВД.
С 3 сентября 1999 года в составе своего подразделения выполнял служебно-боевые задачи в Республике Дагестан. 10 сентября 1999 года, проезжая с сержантом Гриневским по горной дороге на КАМАЗе с грузом боеприпасов, попал в засаду боевиков. Машина была повреждена, солдаты приняли бой; когда сержант Гриневский получил тяжёлое огнестрельное ранение, Зайцев укрыл его среди камней и оказал медицинскую помощь (сделал обезболивающий укол), после продолжил вести бой в одиночку. Когда закончились патроны в обоих магазинах автомата, сменил позицию, отвлекая боевиков от товарища. Будучи окружённым неприятелем, взорвал себя и боевиков связкой из трёх гранат. В этом бою были убиты и ранены 10 боевиков. Сержант Гриневский был найден, доставлен в госпиталь и выжил.
Указом Президента Российской Федерации № 1695 от 22 декабря 1999 года за мужество и героизм, проявленные при выполнении специального задания рядовому Зайцеву Андрею Сергеевичу присвоено звание Героя Российской Федерации (посмертно).
Похоронен на родине, на Красном кладбище в городе Стародуб Брянской области.
Приказом Министра внутренних дел Российской Федерации навечно зачислен в списки воинской части внутренних войск МВД РФ.